# Západopanonská pánev
Západopanonská pánev (slovensky Západopanónska panva, německy Westpannonische Tiefebene, maďarsky Nyugati Kárpát-medence („Západní Karpatská kotlina“)) je rozlehlá pánev ve střední Evropě mezi Alpami a Karpaty. Z hlediska geomorfologické hierarchie jde o provincii v rámci subsystému Panonská pánev. Název dostala po bývalé římské provincii Pannonia.
Západopanonská pánev zasahuje na území Česka, Slovenska, Rakouska a Maďarska. Na západě sousedí s Alpami, na severu a východě s Karpaty. (Hranicí mezi Alpami a Karpaty je tok Dunaje nad Vídní: levobřežní Weinviertler Hügelland patří k Západním Karpatům, pravobřežní Tullner Becken a Wienerwald patří k Alpám; Západopanonská pánev sem zasahuje svou částí Vídeňskou pánví.
Západopanonskou pánev odvodňuje Dunaj a jeho přítoky.
Členění Západopanonské pánve:
- Západopanonská pánev (Západopanónska panva)
  - Vídeňská pánev (Viedenská kotlina, Wiener Becken)
    - Jihomoravská pánev (Juhomoravská panva)
      - Dolnomoravský úval

    - Záhorská nížina
      - Borská nížina
      - Chvojnická pahorkatina

    - Marchfeld (Moravské pole)
    - Leitha-Gebirge (Litavské vrchy)

  - Malá dunajská kotlina (Kisalföld)
    - Podunajská nížina
      - Podunajská rovina (Győri medence, Neusiedler Becken) (Rábská pánev)
      - Győr-Esztergomi teraszos síkság (Rábsko-ostřihomská terasovitá rovina)
      - Podunajská pahorkatina
      - Marcal-medence
      - Kemeneshát
      - Sopron-Vasi hordalékkúp-síkság (Steirisches Hügelland) (Šopronsko-Vašská pahorkatina, Štýrská pahorkatina)